# Liste der denkmalgeschützten Objekte in Feistritz ob Bleiburg
Die Liste der denkmalgeschützten Objekte in Feistritz ob Bleiburg enthält die 9 denkmalgeschützten, unbeweglichen Objekte der Gemeinde Feistritz ob Bleiburg.

## Denkmäler
| Foto |                 | Denkmal                                                                      | Standort                                            | Beschreibung | Metadaten |
| ---- | --------------- | ---------------------------------------------------------------------------- | --------------------------------------------------- | --- | --- |
| ja   | Datei hochladen | Kalkbrennofen HERIS-ID: 67952 Objekt-ID: 80940                               | Feistritz ob Bleiburg Standort KG: Feistritz        | Der am Feistritzbach gelegene ehemalige Kalkofen ist eines der letzten Beispiele eines vollständig erhaltenen Kalkbrennofens aus der Zeit um 1850; mit äußerer Holzschalung. | BDA-Hist.: Q38118103 Status: § 2a Stand der BDA-Liste: 2025-06-30 Name: Kalkbrennofen GstNr.: 567/3                                                                                   |
| ja   | Datei hochladen | Bergbaukapelle HERIS-ID: 67953 Objekt-ID: 80941                              | Feistritz ob Bleiburg Standort KG: Feistritz        | Errichtet in der Mitte des 19. Jahrhunderts zur Erinnerung an Bleifund; zeittypischer historistischer Dekor, erneuert. | BDA-Hist.: Q38118113 Status: § 2a Stand der BDA-Liste: 2025-06-30 Name: Bergbaukapelle GstNr.: 553/15 Bergbaukapelle Feistritz ob Bleiburg                                            |
| ja   | Datei hochladen | Rudolfskreuz HERIS-ID: 67954 Objekt-ID: 80942                                | Feistritz ob Bleiburg Standort KG: Feistritz        | An der Abzweigung nach Pirkdorf gelegen. Ende des 19. Jahrhunderts, mit kunstvollem Laubsägedekor. | BDA-Hist.: Q38118123 Status: § 2a Stand der BDA-Liste: 2025-06-30 Name: Rudolfskreuz GstNr.: 1861                                                                                     |
| ja   | Datei hochladen | Kath. Filialkirche hl. Nikolaus HERIS-ID: 53885 Objekt-ID: 61965             | Hof 100 Standort KG: Feistritz                      | Die kleine, im Kern romanische Kirche hat einen Nordturm mit Sakristei im Erdgeschoß und einen netzrippengewölbten gotischen Chor mit 3/8-Schluss. An der Westseite der Kirche sind Teile (Kopf, Büste) einer römerzeitlichen Porträtgrabplatte eingemauert. Der Hochaltar ist vom späten 17. Jahrhundert, die Seitenaltäre sind etwas jünger. | BDA-Hist.: Q38058841 Status: § 2a Stand der BDA-Liste: 2025-06-30 Name: Kath. Filialkirche hl. Nikolaus GstNr.: .127/1 Subsidiary church Saint Nicholas, Hof (Bleiburg)               |
| ja   | Datei hochladen | Hüttenbetrieb, ehem. Bleischmelzofen HERIS-ID: 44239 Objekt-ID: 44994        | Ruttach-Schmelz 8, neben Standort KG: Feistritz     | Errichtet unter den Gewerken Schamberger, Rainer und Kraut 1855, 1934 stillgelegt. Fundamentmauern von zwei Schmelzöfen und eines Pulverturms, Arbeiterwohnhaus und Maultierstall, zwei Pulvertürme auf der Petzen. Hochofen mit quadratischem Grundriss, mit auf Steinkonsolen aufgelagertem Ziegelgewölbe, der Ofenstock vor allem aus Kalksteinquadern erbaut. Einer der letzten erhaltenen Bleischmelzöfen des 19. Jahrhunderts. Diente der Verhüttung der Erze des Petzenmassivs. 1996 Sanierungsarbeiten, Mauersicherung, Walmdach rekonstruiert. | BDA-Hist.: Q38007722 Status: Bescheid Stand der BDA-Liste: 2025-06-30 Name: Hüttenbetrieb, ehem. Bleischmelzofen GstNr.: 495/6 Bleischmelzofen Ruttach-Schmelz                        |
| ja   | Datei hochladen | Kath. Pfarrkirche hl. Michael und Friedhof HERIS-ID: 67957 Objekt-ID: 80945  | St. Michael ob Bleiburg 9a Standort KG: St. Michael | Eine Kirche wurde 1106 urkundlich genannt. Der gotische Chor und der im Kern gotische Westturm sind erhalten. Das ursprünglich kleinere barockisierte Langhaus wurde 1974/1975 durch einen Neubau ersetzt und beidseits erweitert. Der spätbarocke Hochaltar zeigt am Altarblatt hl. Michael. Außerdem befinden sich zwei Seitenaltäre etwa von 1650 und ein neugotischer Wandaltar in der Kirche. | BDA-Hist.: Q23689717 Status: § 2a Stand der BDA-Liste: 2025-06-30 Name: Kath. Pfarrkirche hl. Michael und Friedhof GstNr.: 722/3 Pfarrkirche in Sankt Michael ob Bleiburg             |
| ja   | Datei hochladen | Kath. Filialkirche Sankt Katharina am Kogel HERIS-ID: 54766 Objekt-ID: 63160 | St. Michael ob Bleiburg 9b Standort KG: St. Michael | Die Kirche auf dem Katharinakogel mit gotisierenden und klassizierenden Elementen wurde 1851–1857 anstelle eines Ende des 18. Jahrhunderts durch Blitzschlag zerstörten Vorgängerbaus errichtet. Sie hat einen viergeschoßigen Südturm mit Haubendach. Zur Ausstattung zählt neben der neobarocken Einrichtung eine gotische Steinplastik hl. Katharina aus dem 14. Jahrhundert. | BDA-Hist.: Q38062328 Status: § 2a Stand der BDA-Liste: 2025-06-30 Name: Kath. Filialkirche Sankt Katharina am Kogel GstNr.: .30/3 Filialkirche hl. Katharina, St. Michael ob Bleiburg |
| ja   | Datei hochladen | Friedhofskapelle und Bildstock HERIS-ID: 54765 Objekt-ID: 63159              | Sankt Michael ob Bleiburg Standort KG: St. Michael  | Die Friedhofskapelle mit Pfeilervorbau wurde im 19. Jahrhundert an der Ostseite des Friedhofs errichtet. | BDA-Hist.: Q38062309 Status: § 2a Stand der BDA-Liste: 2025-06-30 Name: Friedhofskapelle und Bildstock GstNr.: 722/3                                                                  |
| ja   | Datei hochladen | Pulverturm HERIS-ID: 76015 Objekt-ID: 89555                                  | Unterort Standort KG: Unterort                      | Der Pulverturm beim Kolsche-Berghaus wurde zu einer einfachen Kapelle umgebaut. | BDA-Hist.: Q38142006 Status: § 2a Stand der BDA-Liste: 2025-06-30 Name: Pulverturm GstNr.: 437/1 Pulverturm beim Kolsche-Berghaus                                                     |